# Подвиды (фильм)
«Подвиды» (англ. Subspecies) — американский direct-to-video мини-сериал фильмов ужасов, созданный на студии Full Moon Features. Сериал продолжался с 1990 по 1998 год и описывал похождения вампира Раду Владисласа, образ которого постоянно изображал Андерс Хоув, и усилия главного героя по превращению Мишель Морган. В 1997 году вышел спин-офф фильма — в нём присутствовали персонажи, которые должны были появиться в последней части серии фильмов. Тед Николау режиссировал каждый из пяти фильмов, которые включены в спин-офф, а также он написал сценарии для сиквелов и спин-оффа.
Фильмы были сняты на местности в Румынии с применением техники остановки движения — этим режиссёр хотел показать существ подвида в серии. Сериал получил смешанные отзывы критиков, назвавших вампирские клише недостатком фильма, но в целом высоко оценивая выбор режиссёра по съёмке фильма в Румынии, а также использованных в нём спецэффектов.
В 1990 году студия Full Moon совместно с Eternity Comics спродюсировали серию комиксов для написания их по нескольких фильмам. Среди этих комиксов была серия «Подвиды», которая послужила приквелом к первому фильму. Комиксы имели такое же название, как и четыре выпущенных части мини-сериала.